# Fenda Lawrence
Fenda Lawrence (auch: Finda oder Venda; geb. um 1742; gest. nach 1772) war eine westafrikanische Sklavenhändlerin.

## Leben
Laut dem Historiker Hassoum Ceesay kam Lawrence als Kind einer Familie aus dem Volk der Serahule zur Welt, die am Oberlauf des Flusses Gambia im Königreich Wuli lebte. Ihr Vater arbeitete in verschiedenen Faktoreien, ihre Mutter als Dienstmädchen für weiße Händler.
Demnach heiratete sie 1760 den Briten James Lawrence, der Arbeitgeber ihrer Eltern war. Während ihr Ehemann häufig flussaufwärts verhandelte, lebte sie im damaligen Handelszentrum Kau-ur und arbeitete dort und in Niani Maru als Sklavenhändlerin. Dabei fungierte sie vermutlich als Zwischenhändlerin für englische und französische Händler.
Dass Frauen als Händlerinnen tätig waren, war durchaus üblich. Der Ort bildete einen Handelsposten für britische Händler auf James Island (heute Kunta Kinteh Island).
Mitte Mai 1772 brach sie von Kau-ur im Königreich Saloum in die damalige britische Kolonie Georgia (heute USA) auf. Zu dieser Zeit war sie möglicherweise verwitwet, sicherlich aber von ihrem Ehemann getrennt. Sie reiste in Begleitung von fünf Sklaven auf dem Sklavenschiff New Britannia, das 220 Sklaven nach Georgia und South Carolina brachte. Atlantiküberquerungen waren zu dieser Zeit für Händler aus Afrika unüblich, umso mehr für Frauen aus Afrika. Nach 36 Tagen Fahrt legte das Schiff in Charleston (South Carolina) an. Nach der Ankunft begleitete Stephen Deane, der Kapitän des Schiffs, Lawrence nach Savannah, der damals bedeutendsten Stadt der Kolonie.
Dort gab er für sie eine Erklärung beim Senior Assistant Justice des General Court of Georgia, Noble Jones, und dem Acting Gouvernor James Habersham ab, wonach er sie seit sieben oder acht Jahren kenne und Lawrence eine freie schwarze Frau und einflussreiche Händlerin in Kau-ur gewesen sei, die sich für einige Zeit (for sometime) in Georgia aufhalten wolle. In ihrer Begleitung seien drei Haussklavinnen und zwei Haussklaven, darunter auch ein Junge namens James Lawrence, der entweder ihr Sohn oder ein aufgenommener Sklave gewesen sein könnte, der ihren Familiennamen bekommen hatte. Mit dieser Aussage wollte Deane vermutlich Lawrences rechtliche Sicherheit unterstützen. Ende Juli antwortete Habersham, bestätigte ihre persönliche Freiheit und gewährte ihr das Recht, sich in Georgia niederzulassen.
Außer diesem Dokument aus dem Jahr 1772 ist nichts über den weiteren Verbleib von Lawrence bekannt. Stephen Deane starb 1783. Sein Besitz wurde an den Chief Justice John Simpson versteigert, der auch die finanzielle Verantwortung für die Erziehung von Deanes Kindern übernahm. Da Lawrence in Deanes (heute verlorenem) Testament von 1779 vermutlich nicht erwähnt wurde, war sie zu diesem Zeitpunkt möglicherweise verstorben.
Es kann als wahrscheinlich gelten, dass Lawrence die Mutter von mehreren oder allen von Stephen Deanes Kindern war und diese auf dessen Besitz erzog. Relativ sicher war sie die Mutter von David Laurence, der später in South Carolina lebte. Wahrscheinlich ist dies bei Mary (Polly) Kest oder Keast der Fall, die eine Schneiderlehre bei einem ehemaligen Geschäftspartner ihres Vaters machte, sowie bei Fanny und Joe (geb. um 1772).
Hassoum Ceesay stellt diese Zeit danach folgendermaßen dar: 1772 habe sie sich nur in Georgia umgeschaut. 1780 sei ihr Ehemann gestorben und habe ihr drei Kinder hinterlassen. Zu der Zeit habe sie drei Schaluppen besessen und mit Gütern und Sklaven gehandelt. Möglicherweise aufgrund von traditionellen Gesetzen, fehlender lokaler Unterstützung oder Druck des Königs von Wuli habe sie diesem die Schiffe und Teile ihres Vermögens überlassen müssen. Die Übersiedlung nach Georgia auf dem Sklavenschiff New Britannia sei demnach 1792 erfolgt, wofür jedoch keine Quellen angegeben werden.